# Takeshi Sō
Takeshi Sō (jap. 宗 猛, Sō Takeshi; * 9. Januar 1953 in Usuki) ist ein ehemaliger japanischer Marathonläufer, der zusammen mit seinem älteren Zwillingsbruder Shigeru Ende der 1970er und Anfang der 1980er Jahre zur Weltspitze gehörte.
1975 wurde er Sechster beim Fukuoka-Marathon, und 1976 gewann er den Friedensmarathon Košice. 1978 wurde er Zweiter beim Beppu-Ōita-Marathon und siegte beim Biwa-See-Marathon. 1979 wurde er als Dritter in Fukuoka ebenso wie sein Bruder, der Zweiter geworden war, für die Olympischen Spiele in Moskau nominiert, der Boykott seines Landes vereitelte jedoch die Teilnahme. 
1980 wurde er in 2:09:49 Zweiter in Fukuoka mit vier Sekunden Rückstand auf Toshihiko Seko, der ebenfalls Opfer des Olympiaboykotts geworden war. Die beiden Japaner belegten damit Platz 2 und 3 der Jahresweltbestliste. 
Im Jahr darauf wurde er Zweiter beim Beppu-Ōita-Marathon und Fünfter in Fukuoka. 1983 wurde er Zweiter beim Tokyo International Men’s Marathon mit seiner persönlichen Bestzeit von 2:08:55. Als Vierter (und drittbester Japaner) in Fukuoka qualifizierte er sich wie sein Bruder Ende 1983 für die Olympischen Spiele in Los Angeles, bei denen er Vierter wurde, während Shigeru auf Platz 17 kam.
1985 wurde er zeitgleich mit seinem siegreichen Bruder Zweiter beim Peking-Marathon. 1998 wurde er Dritter in Peking und 1990 Zweiter am Biwa-See. Noch mit 43 Jahren wurde er 1996 Achter beim Beppu-Ōita-Marathon in 2:16:32.